# Bucephalacra duplex
Bucephalacra duplex är en fjärilsart som beskrevs av Diakonoff 1981. Bucephalacra duplex ingår i släktet Bucephalacra och familjen vecklare. Inga underarter finns listade i Catalogue of Life.